# Italiens provinser
Provinserne (italiensk: province, ental: provincia) er Italiens vigtigste forvaltningsniveau mellem regionen og kommunen. Alle landets regioner, undtagen den lille Valle d'Aosta, er underinddelt i provinser. I alt er landet delt ind i 107 administrative forvaltninger, der er placeret mellem regionerne og kommunerne. Der er 80 almindelige provinser, to autonome provinser, fire regionale decentrale forvaltninger, seks frie kommunesamarbejder, 14 metropolitanbyer og Valle d'Aosta, som har samme beføjelser som en provins.

## Kort over provinserne
- Abruzzo
- Basilicata
- Calabrien
- Campania
- Emilia-Romagna
- Friuli-Venezia Giulia
- Lazio
- Liguria
- Lombardiet
- Marche
- Molise
- Piemonte
- Puglia
- Sardinien
- Sicilien
- Toscana
- Trentino-Alto Adige
- Umbria
- Valle d'Aosta
- Veneto